# Bivarödsån
Bivarödsån är ett biflöde till Helgeå. som rinner upp i Älmhults kommun och rinner ut i Helgeån strax söder om Knislinge vid Hanaskog.

## Beskrivning
Bivarödsåns lopp är ungefär 50 km långt. Bivarödsåns källor ligger i Skinnakärr i Älmhults kommun. De första två kilometrarna av ån i  är omgivna av stora, värdefulla mossar och myrmarker som Vakö, Vyssle och Västre myrar. Dessa är av riksintresse för naturvården och är utpekade som Natura 2000-områden. Avrinningen från dessa myrområden färgar Bivarödsåns vatten starkt brunt. Bivarödsåns dräneringsområde omfattar 228,71 km och är beväxt av skog till ca 83 % mest barrskog. De lösa jordarterna är i huvudsak moränmark cirka 75 % och torvmark cirka 17 %.. Större delen av Bivarödsån rinner i Skåne genom Osby, Östra Göinge och Kristianstads kommuner

## Namn
Bivarödsån har sju olika namn från källan till utflödet i Helgeå. Först heter ån Rågebodakanalen, för att sedan byta till Rönnebodaån, Simontorpsån, Högsmaån, Sibbhultsån, Axeltorpsån. 

## Biologisk beskrivning iVISS
Bivarödsåns övre del är relativt lugnflytande och finns i vacker och skyddsvärd natur med ett stort antal nyckelbiotoper. Här förekommer den sällsynta ormbunksväxten safsa. Här finns emellertid också ett antal kulturmiljöer som ofta utgör vandringshinder. Ungefär hälften av vattendraget är rensat och hälften orörd av rensning. Bivarödsåns nedre del karaktäriseras av jordbrukslandskap i omgivningen med lövskog i närmiljön och ett mestadels, lugnflytande vatten. Bottensubstratet domineras i för det mesta av findetritus och sand men det finns också områden med strömmande vatten och block eller sten som dominerande substrat. Vattendragets värde som öring-vatten varierar därför från mindre bra till mycket bra. Biotopvårdande åtgärdsinsatser kan emellertid förväntas höja vattendragets värde som öring/lax-vatten. Bivarödsån är negativt påverkad av försurning och målmoråde för kalkning.

## Miljöbeskrivning och åtgärder
Det största miljöproblemet i  Bivarödsån  är  försurning. Andra svårigheter är  vandringshinder för fiskar,  stora flödesförändringar  och  otillräckliga  skyddszoner runt vattendraget och så kallad brunifiering. Brunifieringen mäts med färgtal och under  30 år  har dessa ungefär fördubblats. Bivarödsån är ett mycket färgat  vattnen  av Helgeåns biflöden. Under  samma  tid har  en  tydlig  ökning  av  TOC, turbiditet, järn och totalkväve också kunnat uppmätas. Flödesförändringar och brunifiering kan  åtgärdes med nya våtmarker, översvämningszoner och liknande åtgärder för att primärt öka vattnets uppehållstid. Vidare bör  man  arbeta  med  hänsynszoner  i  anslutning  till  vattenmiljön. Vandringshinder kan byggas bort och lekplatser för fisk förbättras genom utläggning av sten och grus, död ved kan förbättra levnadsmiljöerna biologiskt. En meandrande åfåra som förgenar sig i fler grenar. Våtmarker fungerar som sedimentfällor,. Översvämningszoner minskar flödesvariationer. Återplantering av alsumpskogar ger större biologisk mångfald och minskar brunifiering. Återställning av myrar och mer diffusa mynningar av diken kan också ge bättre miljö.  De åtgärder som bedömdes var viktigast och mest gynnsamma var återskapande av alsumpskog, våtmarker och översvämningszoner.